# Aridius bifasciatus
Aridius bifasciatus är en skalbaggsart som först beskrevs av Edmund Reitter 1877.  Aridius bifasciatus ingår i släktet Aridius, och familjen mögelbaggar. Arten är reproducerande i Sverige.